# Melanolophia fugitaria
Melanolophia fugitaria är en fjärilsart som beskrevs av William Schaus 1913. Melanolophia fugitaria ingår i släktet Melanolophia och familjen mätare. Inga underarter finns listade i Catalogue of Life.